# 냥코이!
냥코이!(일본어: にゃんこい!)는 일본의 만화가인 후지와라 사토가 Flex Comix사의 FlexComix 블러드에서 2007년 8월부터 연재하는 만화 작품이자, 이를 바탕으로 만들어진 애니메이션이다. 2010년 4월 16일에 휴재가 발표되었지만 2011년 11월부터 연재를 재개하였다.

## 스토리
고양이 알레르기가 있는 고등학생 코사카 준페이는 하굣길에 길에 널린 빈 깡통을 무심코 차버린다. 그런데 그 깡통은 운 나쁘게도 인근 사찰에서 보관 중인 '고양이 지장보살'에게 맞고, 그로 인해 '고양이 지장보살'의 목이 부러지고야 말았다. 그 날 밤, 자신의 집에서 키우던 고양이인 냠사스의 말이 들리는 것에 당황해 '고양이 지장보살'과 관련이 있지 않을까 싶어 다시 그 사찰을 찾게 되고, '고양이 지장보살'을 관리 중인 사찰에 사는 고양이인 타마로부터 '고양이 지장보살'의 노여움을 사게 되면 그 자는 고양이가 된다는 이야기를 듣게 된다. 그리고 그 저주를 풀려면 100마리의 고양이에게 선행을 베풀지 않으면 안 된다는데...

## 등장 캐릭터

### 토키와 고등학교
코우사카 준페이(高坂 潤平)
성우 - 아사누마 신타로
이 작품의 주인공으로 고등학교 2학년생이다. 고양이 알레르기를 보유하고 있지만 자신을 제외한 가족 모두가 고양이를 좋아하고 있어, 집고양이인 냠사스를 포함하여 고양이를 멀리하려 한다. 입학식 때 만난 카에데를 짝사랑하고 있으며, 고양이 지장보살의 목을 부러뜨린 죄목으로 받은 저주를 풀기 위해 100마리의 고양이에게 선행을 베푸는 것에 고군분투하고 있다. 그리고 저주 때문에 고양이의 말을 알아들을 수 있게 되었다...
미즈노 카에데(水野 楓)
성우 - 이구치 유카
2학년으로 육상부 소속이자 준페이의 클래스메이트로, 순수하고 천진난만한 미소녀다. 가족이 개를 좋아하는 것과는 달리 자신은 고양이를 무척 좋아하나, 이미 개를 키우고 있기 때문에 고양이를 키울수는 없다. 길거리에서 만나는 고양이에게 애정행각을 쏟아붓지만, 그것이 너무 지나쳐 오히려 고양이의 입장에선 학대가 되는 상황도 발생한다.
또한 그녀 역시 준페이에게 호감을 갖고 있으나, 표현하지 못 하고 있음. 그리고 희한하게 야쿠자 영화 및 야쿠자같은 것에 관심이 많다.
스미요시 카나코(住吉 加奈子)
성우 - 시라이시 료코
준페이의 소꿉친구이자 카에데의 친구로, 준페이와는 초등학교 시절부터 서로 알고 지냈다. 어릴 적에 있었던 준페이와의 일련의 사건 때문에 현재는 서로가 티격태격 하는 중이다. 언제부턴가 야맘바 풍의 얼굴 분장을 하고 난폭한 성격을 보이면서 같은 반의 남학생들로부터는 기피의 대상이 되었지만, 어떠한 사건으로 분장을 지운 이후로는 평가가 일변하게 된다. 또한 어떤 계기로 준페이와 화해하게 되고 그에게 다시 호감을 품게 된다. 고양이를 좋아하며, 남동생이 있다.
이치노세 나기(一ノ瀬 凪)
성우 - 코바야시 유우
카에데가 소속된 육상부 부장. 털털하고 쾌활한 성격을 지녔다. 보기엔 남자 같지만 실은 여자. 그녀는 과거에 좋아했던 남학생으로부터 마음의 상처를 입은 후 남자같이 보이려고 노력한다. 처음엔 준페이가 카에데를 넘보려는 것에 화가 나 그에게 대결을 요청하나, 어떤 계기로 준페이에게 호감을 품게 된다.
또한 그녀의 집안은 야쿠자 집안. 그리고 이미지랑 안 어울리게, 천둥을 무서워하며 그 때는 보이쉬한 모습보단 연약한 여성의 모습을 보이곤 함.
키리시마 코토네(桐島 琴音)
성우 - 토마츠 하루카
고양이 지장보살상이 있는 절의 주지스님의 딸로, 준페이의 후배. 준페이의 불행한 기운에 이끌려 그에게 호감을 품게 된다. 동생인 아카리랑 퇴마사 노릇을 하고 있다.
키리시마 아카리(桐島 朱莉)
성우 - 토마츠 하루카
고양이 지장보살상이 있는 절의 주지스님의 딸로, 준페이의 후배. 코토네의 동생. 코토네가 준페이에게 접근하는 걸 알고 그와 코토네를 접근하지 못 하도록 노력중.
처음엔 준페이를 싫어했으나, 점점 그녀 역시 호감을 품어 간다.
엔도 하루히코(遠藤 晴彦)
성우 - 후쿠야마 준
준페이의 친구. 코우타와 더불어 3인방은 초등학교 시절부터 친하게 지내온 사이. 시끌벅적하고 분위기를 잘 띄우는 성격.
카와무라 코우타(川村 晃太)
성우 - 마에노 토모아키
마찬가지로 준페이의 친구. 3인방 중 제일 침착하고 차분한 성격. 주위에서 사건이 일어나도 한 발 물러나 방관하는 경우가 많음.

### 그 외 등장인물
모치즈키 치즈루(望月 千鶴)
성우 - 사토 리나
우편배달의 아르바이트를 하고 있는 여대생.그러나 극도의 방향 음치인 모아 두어 배달 중 자주 미아가 되어 버리는 곤란한 사람. 매우 시원시원한 성격이지만, 가벼운 성희롱 발언을 하고 오는 등 아저씨 냄새가 난 면도 있다. 준페이에겐 어느 정도의 호감을 갖고 있다.
애니메이션에서는 거의 매회 어떠한 형태로 한결같게 출연, 원작보다 차례가 많아지고 있다
키리시마 케이조(桐島 啓造)
성우 - 코스기 쥬로타
고양이 지장보살상이 있는 절의 주지스님로, 키리시마 자매의 아버지. 준페이에게 고양이 지장보살상에 대한 이야기를 알려준 사람. 스님이면서도 변장을 하고 유흥업소에 드나드는 것이 취미다.
코우사카 스즈(高坂 鈴)
성우 - 나카오 에리
준페이의 여동생으로, 고양이를 무척 좋아하는 것이 특징이다.
코우사카 시즈에(高坂 鈴)
성우 - 나베이 미카코
준페이 남매의 어머니. 역시 고양이를 무지 좋아하심.
지이(爺)
이치노세 타츠(一之瀬 龍)

### 고양이
냠사스(ニャムサス)
성우 - 타나카 아츠코
준페이네에서 기르는 암고양이. 외모로부터 범접할 수 없는 포스를 느끼게 하는 카리스마 고양이. 목엔 빨간색 스카프를 두르고 있으며, 주변 고양이들로부터 신뢰도 두텁다. 준페이에게 조언 겸 잔소리를 해주곤 함.
타마(タマ)
성우 - 후쿠야마 준
고양이보살상이 있는 절에서 기르는 수고양이. 그 드물다는 수컷 삼색털 고양이. 냠샤스를 누님으로 따르고 있으며, 준페이의 선행을 도와주기도 한다.
쿠마(くま)
성우 - 사카키바라 유이
카나코가 돌봐줬던 고양이. 주인 없이 학교에 살고 있으며 어리광쟁이에 눈물이 많은 울보다.
느와르(ノワール)
성우 - 후쿠이 유카리
코토네가 기르는 암고양이. 예전엔 타마하고 연인 사이었으나, 주지스님 내외의 이혼으로 따로 살게 되었다. 게다가 타마가 항상 냠샤스만을 따라 다니는 것에 시기를 품어 타마에게 차갑게 대하곤 하나, 나중에 타마랑 화해를 한다.
조세피느(ジョセフィーヌ)
성우 - 유사 코지
나기가 기르는 수고양이. 준페이에게 나기를 도와달라고 의뢰를 한 적이 있음. 관서 사투리를 씀.
차토라(チャトラ)
진디(シンディ)

## 만화

### 구판
- 냥코이! 1

 2008년 5월 25일 초판 제 1쇄 발행, 5월 12일 발매 / ISBN 978-4-7973-4796-8
 2010년 9월 15일 발행, 발매 / ISBN 978-8-9258-4810-5
- 냥코이! 2

 2008년 9월 20일 초판 제 1쇄 발행, 9월 11일 발매 / ISBN 978-4-7973-5016-6
 2010년 10월 28일 발행, 10월 15일 발매 / ISBN 978-8-9258-4812-9
- 냥코이! 3

 2009년 3월 20일 초판 제 1쇄 발행, 3월 12일 발매 / ISBN 978-4-7973-5352-5
 2011년 2월 23일 발행, 2월 15일 발매 / ISBN 978-8-9258-4935-5
- 냥코이!

 2009년 9월 20일 초판 제 1쇄 발행, 9월 12일 발매 / ISBN 978-4-7973-5613-7(통상판), ISBN 978-4-7973-5614-4(한정판)
 2011년 9월 25일 발행, 9월 15일 발매 / ISBN 978-8-9258-5165-5
- 냥코이! 5

 2010년 3월 20일 초판 제 1쇄 발행, 3월 12일 발매 / ISBN 978-4-7973-5898-8

### 신판
2012년 2월 이후 Flex Comix에서 발행되는 모든 도서 발매처가 소프트뱅크 크리에이티브로 변경되었기 때문에, 신판이 재발행되었다. 도서 자체는 상표 등에 기재된 출판사 표기 및 ISBN 코드 이외로 변경은없고, 계속 권이 간행된 경우는 이쪽에서 발행된다.
- 냥코이! 1

 2012년 2월 1일 초판 제 1쇄 발행, 발매 / ISBN 978-4-593-85586-5
- 냥코이! 2

 2012년 2월 1일 초판 제 1쇄 발행, 발매 / ISBN 978-4-593-85587-2
- 냥코이! 3

 2012년 2월 1일 초판 제 1쇄 발행, 발매 / ISBN 978-4-593-85588-9
- 냥코이!

 2012년 2월 1일 초판 제 1쇄 발행, 발매 / ISBN 978-4-593-85589-6(통상판), ISBN 978-4-593-85590-2(한정판)
- 냥코이! 5

 2012년 2월 1일 초판 제 1쇄 발행, 발매 / ISBN 978-4-593-85591-9

## TV 애니메이션
2009년 10월부터 AIC 제작으로 도쿄 방송(TBS)을 비롯한 방송국에서 애니메이션이 방영되기 시작하였다.

### 스태프
- 감독 : 카와구치 케이이치로(川口 敬一郎)
- 시리즈 구성 : 이노츠메 신이치(猪爪 慎一)
- 캐릭터 디자인 : 모리타 카즈아키(森田 和明)
- 냥코멘터 : 야마네 마사히로(山根 理宏)
- 음악 : 오카와 시게노부(大川 茂伸), 미와 마나부(三輪 学)
- 음악감독 : 이이다 사토키(飯田 里樹)
- 애니메이션 제작 : AIC
- 제작협력 : PONY CANYON, AIC, Flex Comix, Movic
- 제작 : 냥코이! 제작 위원회, TBS

### 주제가
오프닝 테마 - 냥더풀!(にゃんだふる!)
작사 - 사카키바라 유이
작곡 - 스다 요시히로
편곡 - 오시마 코스케
노래 - 사카키바라 유이
엔딩 테마 - Strawberry ~달콤하고 안타까운 눈물~ (Strawberry 〜甘く切ない涙〜)
작사 - 사와무라 준
작곡・편곡 - 미나미 리이치
노래 - 이마이 아사미

## 같이 보기
- TBS 계열 애니메이션